# Рубцово (Вологодский район)
Рубцо́во — посёлок в Вологодском районе Вологодской области.
Входит в состав Лесковского сельского поселения, с точки зрения административно-территориального деления — в Рабоче-Крестьянский сельсовет.
Расстояние до районного центра Вологды по автодороге — 18,6 км, до центра муниципального образования Лесково по прямой — 8 км. Ближайшие населённые пункты — Горшково, Высоково, Ватланово.
Ранее состоял из двух населённых пунктов: деревни Рубцово и погоста Выколупкинского с Богородицко-Подстаницкой церковью на нём.
По переписи 2002 года население — 228 человек (100 мужчин, 128 женщин). Преобладающий этнос — русские (96 %).